# Aridelus kirckpatricki
Aridelus kirckpatricki är en stekelart som beskrevs av De Saeger 1946. Aridelus kirckpatricki ingår i släktet Aridelus och familjen bracksteklar. Inga underarter finns listade.